# Tripseuxoa strigata
Tripseuxoa strigata là một loài bướm đêm trong họ Noctuidae.